# Anapaite
La anapaite è un minerale.

## Origine e giacitura
Il nome anapaite proviene dalla località di Anapa, oggi Kerch, nella Penisola di Crimea (Ucraina), dove questa specie minerale venne trovata per la prima volta.
Spesso, quando i fossili appartengono ad antichi organismi con conchiglie, l'anapaite cresce all'interno di queste, offrendo un curioso insieme di fossile e minerale che incrementa il suo valore come esemplare da collezione. 
Gli esemplari più belli provengono dalla Crimea (anticamente conosciuta come Taman), in Ucraina dove riempiono il territorio di bivalvi fossili. In Spagna sono tipici gli aggregati di piccoli cristalli in nuvole d'argilla associate a vegetali fossili a Bellver di Cerdanya, LLeida. Nel resto d'Europa sono stati trovati in Toscana, Italia e a Messe, Germania. Negli USA in Nevada, California e nel New Hampshire.

## Forma in cui si presenta in natura
Si tratta di un minerale di origine principalmente sedimentaria che si forma all'interno di rocce argillose o marnose associate a giacimenti fossili, soprattutto a molluschi nel periodo del Miocene, i quali apportano il fosforo necessario alla sua formazione. Per questo motivo molte altre cristallizzazioni all'interno di conchiglie fossilizzate di bivalvi e gasteropodi. L'anapaite, solitamente si presenta in forma di cristalli individuali ben costituiti o come cristallini aggregati a rosetta. 
Il suo colore varia tra diverse tonalità di verde, da quello intenso a quello giallastro; può anche presentarsi sui toni del marrone, dati dall'ossidazione contenuta nel catione di ferro.